# Аи-Да
Аи-Да — человекоподобный робот, созданный  в 2019 году. Является первым ультра-реалистичным роботом-художником, способным, по заявлению её создателей, самостоятельно создавать произведения искусства, в частности картины и скульптуры.

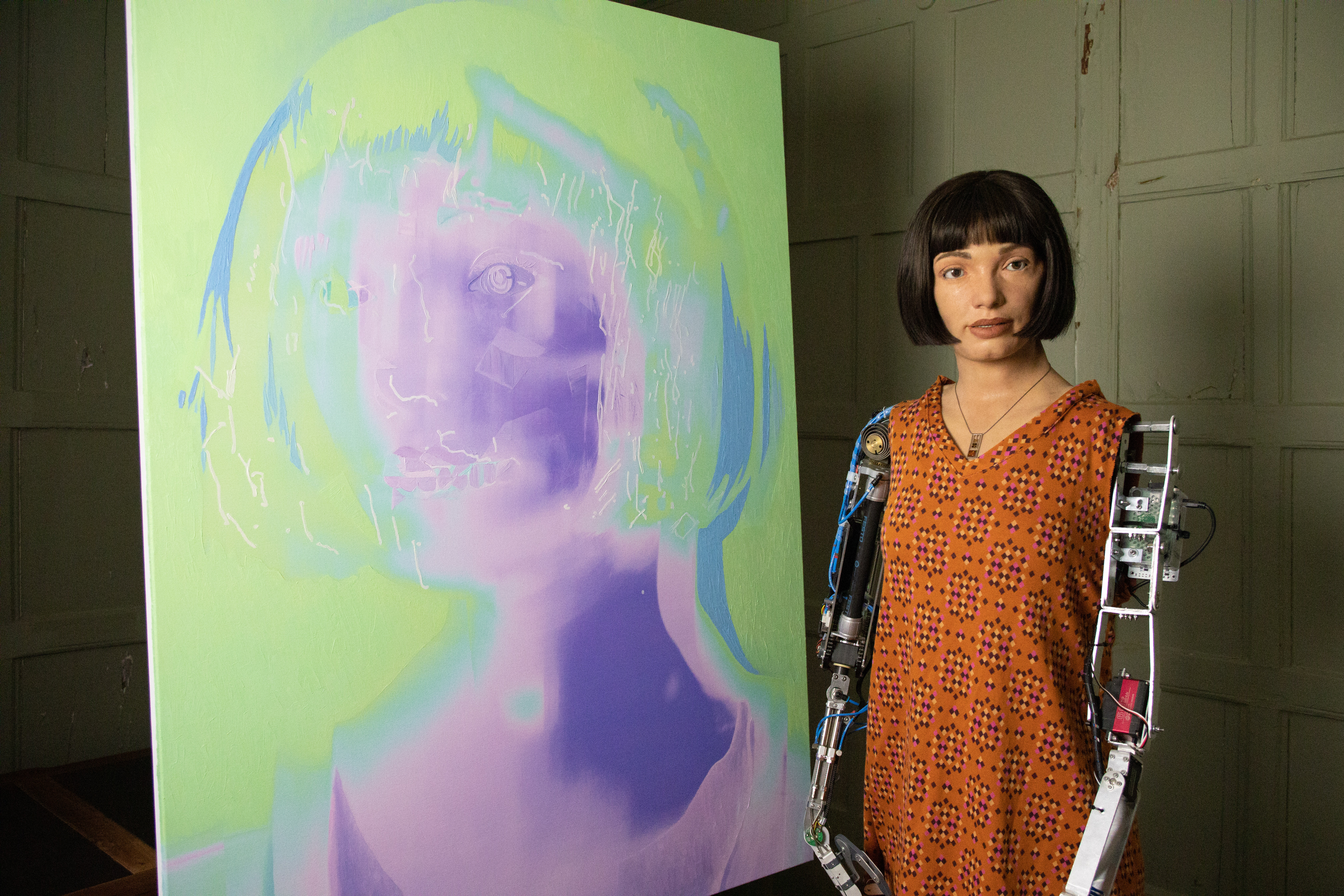
Ai-Da

Аи-Да была названа в честь математика и программистки Ады Лавлейс.

## История создания
Аи-Да была создана Эйданом Меллером в сотрудничестве с корнуэльской ИТ-компанией Engineered Arts. Над созданием искусственного интеллекта, способного заниматься творчеством, работали специалиста в области ИИ из Оксфордского университета, а разработкой манипуляторов-рук, способных рисовать, занималась группа инженеров из Лидса. 
В частности, над созданием её рук работали Салахом Аль Абдом и Зиад Абассом. Над созданием лица, способного демонстрировать мимику, выражающую эмоции и настроение, работали Люси Сил, Алекс Кафуссиас и Тим Милвард.

## Возможности Аи-Да
Аи-Да способна рисовать картины, делать художественные наброски, создавать скульптуры из различных материалов. Аи-Да является самообучающимся андроидом, которая способна осваивать новые художественные техники. Для освоения новых техник Аи-Да просматривает созданные художниками-людьми картины при помощи глаз-камер, которые анализирует и синтезирует в дальнейшем для создания своих работ. При работе над собственными произведениями Аи-Да способна объединять различные техники и стили, которые ей были показаны.
Помимо этого, Аи-Да способна вести диалог с собеседником, в ходе которого она может не только отвечать на простые вопросы, но и озвучивать собственное мнение и суждения в области искусства.

## Интересные выставки и выступления
В июне 2019 года работы Аи-Да были представлены на галерейной выставке под названием Unsecured Features в колледже Сент-Джонс (Оксфорд).
В октябре 2019 года Аи-Да вместе с художницей Сэди Клейтон участвовала в серии семинаров в Tate Exchange, Tate Modern, Лондон — Exploring Identity Through Technology — организованных A Vibe Called Tech.
В июне 2019 года Аи-Да выступила в Барбикан-центре (Лондон) в программе WIRED Pulse: AI.
В сентябре 2019 года Аи-Да была приглашена в Ars Electronica (Линц, Австрия): Европейская выставка ARTificial Intelligence Lab под названием Out of the Box: The Midlife Crisis of the Digital Revolution.
В ноябре 2019 года Ай-Да была приглашена провести серию семинаров в Abu Dhabi Art в Manarat Al Saadiyat, ОАЭ.
В декабре 2019 года Аи-Да впервые взяла подробное интервью у Тима Марлоу, художественного директора Королевской академии, в Sarabande (Alexander McQueen Foundation), Лондон, серия «Вдохновение».
В феврале 2020 года Аи-Да выступила со своим первым докладом на TEDx в Оксфорде под названием «Пересечение искусства и искусственного интеллекта».
В июле 2020 года Аи-Да снялась в клипе группы The 1975 на песню «Yeah I Know» из альбома Notes on a Conditional Form. В клипе ей было поручено нарисовать, как, по ее мнению, выглядит человеческое сознание, и сочинить стихотворение в ответ на текст песни.
В сентябре 2020 года прошла первая персональная выставка работ Аи-Ды в лондонской художественной галерее Annkya Kultys Gallery.
С мая по август 2021 года в Музее дизайна в Лондоне прошла выставка Аи-Да под названием «Аи-Да: Портрет робота» .
В ноябре 2024 года первая нарисованная Аи-Дой картина — портрет Алана Тьюринга — была продана на аукционе Сотбис за 1,08 млн долларов.

## Арест Аи-Ды в Египте
В октябре 2021 года при въезде в Египет для участия в выставке у Великой пирамиды Гизы Ай-Да была задержана на десять дней египетскими пограничниками, которые опасались, что её робототехника могла скрывать секретные шпионские инструменты. Вместе с ней была конфискована и созданная ею скульптура. Для того, чтобы вернуть робота владельцу и обеспечить возможность участия Аи-Да в выставке, в дело потребовалось вмешаться дипломатам. Всего Аи-Да была задержана на 10 дней.